# Proyector LCD

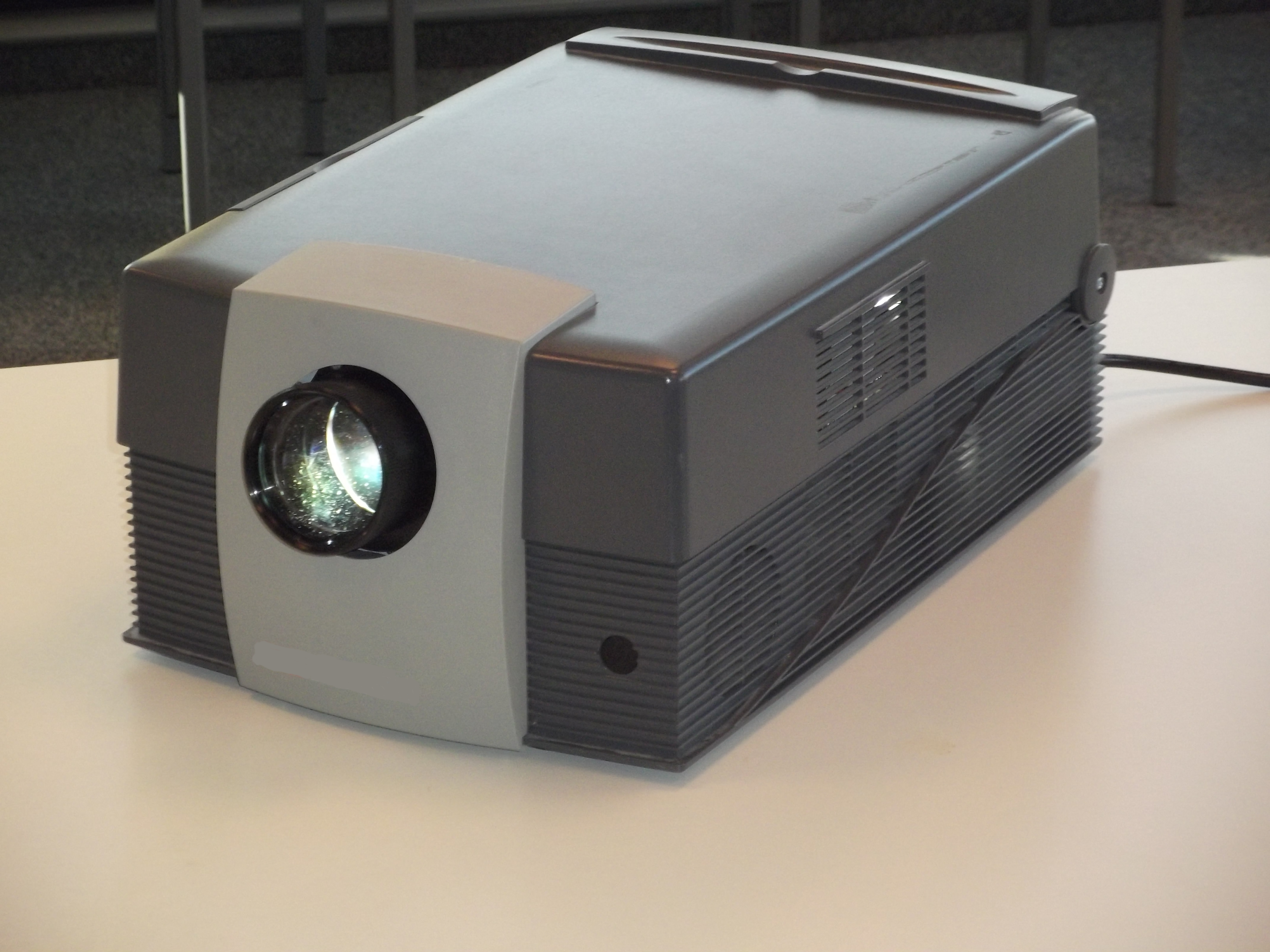
Proyector LCD 800x600 píxeles

Un  proyector LCD o proyector a LCD es un tipo de proyector para la visualización de vídeo, imágenes o datos informáticos en una pantalla u otra superficie plana. Es el equivalente moderno del proyector de diapositivas.
Para hacer visibles las imágenes los proyectores LCD ( pantalla de cristal líquido) envían la luz de una lámpara que puede ser de haluro metálico o de LED, a través de un prisma o una serie de filtros dicroicos que separan la luz dirigiéndola a tres paneles separados de polisilicio, uno para cada uno de los componentes de la mezcla aditiva de la señal de vídeo: rojo, verde y azul.

## Funcionamiento
Debido a que la luz polarizada pasa a través de los paneles (combinación de polarizador, panel LCD y analizador), los píxeles individuales pueden tener dos estados: abierto (permitiendo que la luz pase) o cerrado (bloqueando el paso de la luz). La combinación de píxeles abiertos y cerrados te genera una amplia gama de colores y tonos en la imagen proyectada.
Normalmente utilizan una lámpara de haluro metálico debido a que estas lámparas generan una temperatura de color ideal con un amplio espectro de color. Estas lámparas también tienen la capacidad de producir una luz de gran intensidad dentro de un área pequeña; actualmente se fabrican proyectores de un rango que va de 2.000 a 15.000 lumen (ANSI - American National Standards Institute).

## Factor de proyección
El Factor de proyección (Throw) de un proyector. Se utiliza al instalar proyectores para controlar el tamaño de la pantalla proyectada Por ejemplo, si la relación de proyección es de 3:1 y el proyector está a seis metros de distancia de la pantalla, entonces el ancho de la pantalla será de dos metros.